# Caridina gabonensis
Caridina gabonensis is een garnalensoort uit de familie van de Atyidae. De wetenschappelijke naam van de soort is voor het eerst geldig gepubliceerd in 1927 door Roux.